# Nacho Romero
Juan Ignacio Romero Misas, detto Nacho (Pedroche, 30 luglio 1973), è un ex cestista spagnolo.

## Carriera
Con la Spagna ha disputato i Campionati europei del 1999.

## Palmarès
- Campionato spagnolo: 2

Real Madrid: 1992-93, 1993-94
- Copa Príncipe de Asturias: 1

Melilla: 2010
- Coppa dei Campioni: 1

Real Madrid: 1994-95